# Rhodinia
Rhodinia is een geslacht van vlinders van de familie nachtpauwogen (Saturniidae), uit de onderfamilie Saturniinae.

## Soorten
- R. broschi Brechlin, 2001
- R. davidi (Oberthür, 1886)
- R. fugax (Butler, 1877)
- R. grigauti Le Moult, 1933
- R. jankowskii (Oberthür, 1880)
- R. newara (Moore, 1872)
- R. rudloffi Brechlin, 2001
- R. szechuanensis Mell, 1938
- R. tenzingyatsoi Naumann, 2001
- R. verecunda Inoue, 1984